# Pont Gerner
Pour les articles homonymes, voir Gerner.
Le pont Gerner est un pont en arc en fer et en béton armé sur le canal de Nymphembourg à Munich.

## Emplacement
Le pont Gerner relie la Gerner Strasse dans le quartier de Gern à la Renatastrasse dans le quartier de Neuhausen. Il offre une vue directe sur la fontaine Hubert (Hubertusbrunnen) à l'extrémité est du canal du palais, tandis que la vue sur le château de Nymphembourg, à un kilomètre et demi à l'ouest, est interrompue par le pont Ludwig Ferdinand.

## Histoire
À l'origine, les ponts n'étaient pas prévus sur le canal du palais construit par l'électeur Karl Albrecht dans les années 1728-30, qui était uniquement conçu comme un axe visuel pour le palais de Nymphenburg et un axe pour les deux avenues d'accès. En raison de la croissance de la ville et de l'augmentation du trafic associée, le pont Ludwig Ferdinand a dû être construit en 1892, suivi du pont Gerner en 1897. Le pont en béton armé, ultra-moderne à l'époque, était pourvu extérieurement de lignes d'arcs et de balustrades néo-baroques afin de l'adapter à l'environnement du palais royal.
Le pont a été reconstruit en 1927 et rénové en 1994.
C'est un bâtiment classé .

## Spécifications techniques
Le pont en béton armé et fer a une seule arche d'une largeur de 16 m. Aujourd'hui, il a une capacité de charge de 24 tonnes, mais est toujours fermé aux véhicules à moteur .